# 크레센트 필러
크레센트 필러(영어: Crescent Filler)는 만년필에서 배럴 외부에 노출되어있는 반원형의 고리를 안으로 누르면 고리에 연결된 판이 러버 색을 누르면서 잉크가 충전되는 방식을 말한다. 아이드로퍼 이후 처음으로 등장한 셀프 필링 방식으로 1989년 콘클린에서 개발하였다. 크레센트 필러는 구조상 펜 한가운데에 충전을 위한 부속 일부가 돌출될 수밖에 없었는데, 이는 펜이 책상 위에서 구르다 떨어지는 걸 막아주기도 하지만, 미끈한 바디라인을 망치는 단점으로 여겨지기도 했다. 이후 개발되는 레버 필러나 버튼 필러 등도 사실상 크레센트 필러의 누르는 방식을 개선한 것에 불과하다.

### 참고 문헌
1. 1 2  “만년필 사용자의 심리를 정확히 꿰뚫은 이 회사”. 2020년 6월 15일. 2020년 8월 19일에 확인함.